# Thyridolepis
Thyridolepis, rod trava, dio podtribusa Neurachninae u tribusu Paniceae, potporodica Panicoideae. Postoje tri priznate vrste, trajnice raširene po Australiji.
Latinsko ime roda dolazi od grčkog thyris (genitiv thyridos) (prozor) i lepis (ljuska), aludirajući na prozirne ljuske.

## Vrste
1. Thyridolepis mitchelliana (Nees) S.T.Blake
2. Thyridolepis multiculmis (Pilg.) S.T.Blake
3. Thyridolepis xerophila (Domin) S.T.Blake